# شهرستان لولونگ
شهرستان لولونگ (به لاتین: Lulong County) یک منطقهٔ مسکونی در چین است که در کینگهوانگداو واقع شده‌است. شهرستان لولونگ ۹۶۱ کیلومتر مربع مساحت و ۴۱۵٬۰۰۰ نفر جمعیت دارد و ۵۵ متر بالاتر از سطح دریا واقع شده‌است.